# Batin, Ruse
Batin (în bulgară Батин) este un sat în comuna Borovo, regiunea Ruse,  Bulgaria. 

## Demografie
Componența etnică a satului Batin
     Bulgari (35,73%)
     Romi (1,67%)
     Turci (61,4%)
     Nicio identificare (1,17%)
La recensământul din 2011, populația satului Batin era de 596 locuitori. Din punct de vedere etnic, majoritatea locuitorilor (61,4%) erau turci, existând și minorități de bulgari (35,73%) și romi (1,67%). Pentru 1,17% din locuitori nu este cunoscută apartenența etnică.